# Spinipogon
Spinipogon is een geslacht van vlinders van de familie bladrollers (Tortricidae).

## Soorten
- S. atrox Razowski & Becker, 1983
- S. elaphroterus Razowski & Becker, 1986
- S. harmozones Razowski, 1986
- S. ialtris Razowski, 1986
- S. luxuria Razowski, 1993
- S. signata Razowski, 1967
- S. spinifera Razowski, 1967
- S. studiosus Razowski & Becker, 1993
- S. thes Razowski & Becker, 1983
- S. trivius Razowski, 1967
- S. veracruzanus Razowski & Becker, 1986